# Savoniova turbína

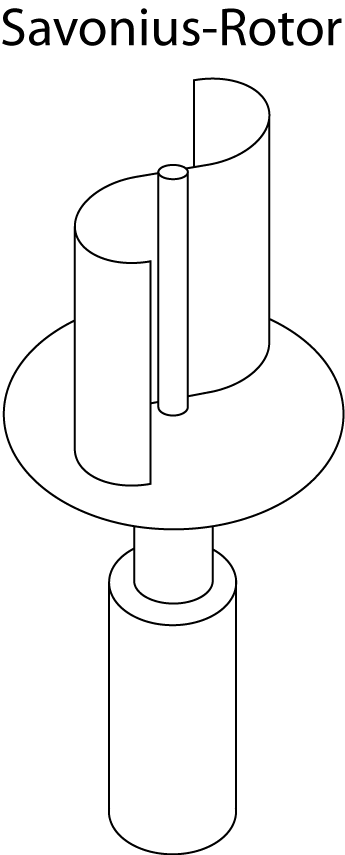
Starší typ Savoniova rotoru bez mezery pro vyrovnání tlaku mezi lopatkami

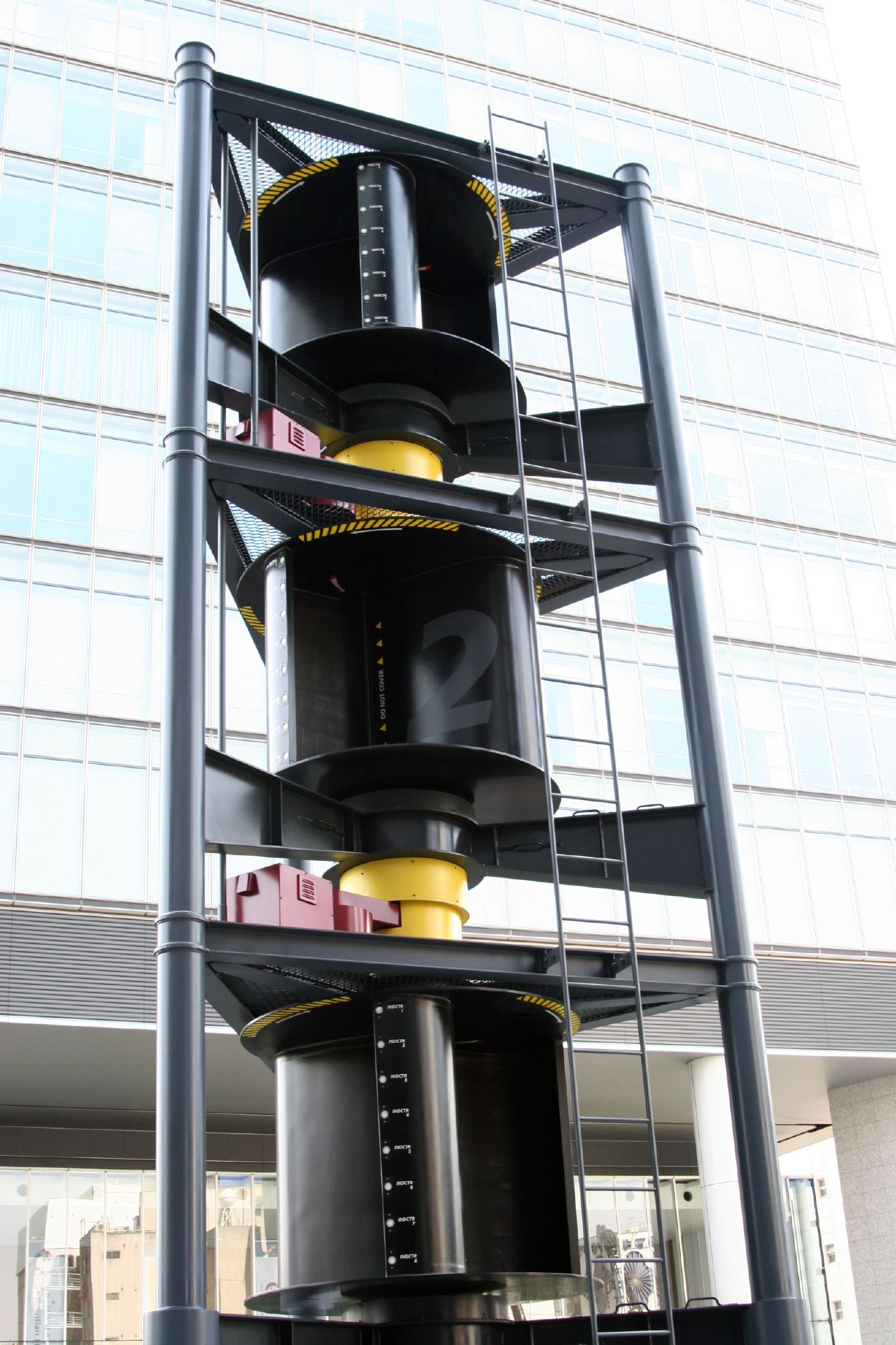
Savoninova větrná turbína

Princip Savoniova rotoru

Savoniova turbína (někdy též Savoniusova turbína nebo Savoniův rotor) je typ vodní i větrné turbíny, pracující na odporovém principu.
Turbína využívá rozdílného koeficientu odporu proudícího média, působícího na vydutou a vypuklou plochu. Rotor běžné Savoniovy turbíny je tvořen dvojicí či trojicí lopatek polokruhovitého nebo ledvinovitého tvaru. Vnitřní okraje lopatek zasahují až za střed rotoru, a tak umožňují průtok média mezi jejich zadními stranami. Osa otáčení je kolmá na směr proudění.
Savoniova turbína má malou účinnost (ve vodním provedení pouze 15–20%). Je však poměrně jednoduchá na výrobu a proto se zvláště její větrná varianta občas používá. Pokud je větrná Savoniova turbína postavena se svislou osou, pracuje nezávisle na směru větru.
Nevýhodou dvoulopatkové Savoniovy turbíny je existence mrtvého úhlu. To se dá vyřešit spojením několika rotorů s různě natočenými lopatkami, nebo šroubovitým tvarem lopatek.